# Jørgen Munkeby
Jørgen Munkeby (3 de septiembre de 1980 en Oslo, Noruega) es un músico de jazz y heavy metal, reconocido por ser el músico principal de la banda Shining. También tocó la flauta, el saxofón tenor y los teclados en la agrupación Jaga Jazzist (1994–2002).

## Discografía

### Jaga Jazzist
- 1996: Jævla Jazzist Grete Stitz (Thug Records)
- 1998: Magazine EP (Dbut Records)
- 2001: A Livingroom Hush (Warner Music Norway)
- 2001: Airborne/Going Down EP (Warner Music Norway)
- 2001: Going Down 12" (Smalltown Supersound)
- 2002: The Stix (Smalltown Supersound / Warner Music Norway)
- 2002: Days 12", (Smalltown Supersound)

### Shining
- 2001: Where The Ragged People Go (BP Records)
- 2003: Sweet Shanghai Devil (Jazzland Recordings)
- 2005: In the Kingdom of Kitsch You Will Be a Monster (Rune Grammofon)
- 2007: Grindstone (Rune Grammofon)
- 2010: Blackjazz (Indie Recordings)
- 2011: Live Blackjazz (Indie Recordings)
- 2013: One One One (Universal Records)
- 2015: International Blackjazz Society (Spinefarm Records)
- 2018: Animal (Spinefarm Records)